# هیدئو ایشیکاوا
هیدئو ایشیکاوا (انگلیسی: Hideo Ishikawa; ۱۳ دسامبر ۱۹۶۹ – ) صداپیشه، و بازیگر اهل ژاپن بود. وی از سال ۱۹۹۳ میلادی تاکنون مشغول فعالیت بوده‌است.